# Poder negro

Logotipo del Poder Negro.

Poder negro (en inglés, Black Power) es un eslogan político y el término asociado a varias ideologías asociadas al mismo. El término ha sido utilizado por diversos movimientos en defensa de los derechos de personas negras por todo el mundo, aunque especialmente por los afroamericanos de los Estados Unidos. El movimiento del Black Power mantuvo una presencia destacada en la sociedad estadounidense durante la década de 1960 y a principios de la década de 1970, enfatizando el orgullo racial y la creación de instituciones culturales y políticas para defender y promover los intereses colectivos de los ciudadanos negros, fomentar sus valores, y asegurar su autonomía.
El Poder negro expresa diversos objetivos políticos, desde la defensa contra la opresión racial hasta el establecimiento de instituciones políticas y sistemas económicos separados. El movimiento no solo fomentó estos principios sino que ayudó a la creación de un pensamiento radical negro en defensa contra lo que se consideraba el poder visible y supremacista blanco. La primera utilización conocida del término Poder negro aparece en 1954 en el libro Black Power de Richard Wright. El primer uso del término en un sentido político pudo haber sido realizado por Robert F. Williams un escritor y editor del período 1950-1970. El político neoyorquino Adam Clayton Powell Jr. utilizó el término el 29 de mayo de 1966 durante una conferencia en la Universidad Howard: “Demandar estos derechos concedidos por Dios es buscar el Poder negro”.

## El movimiento

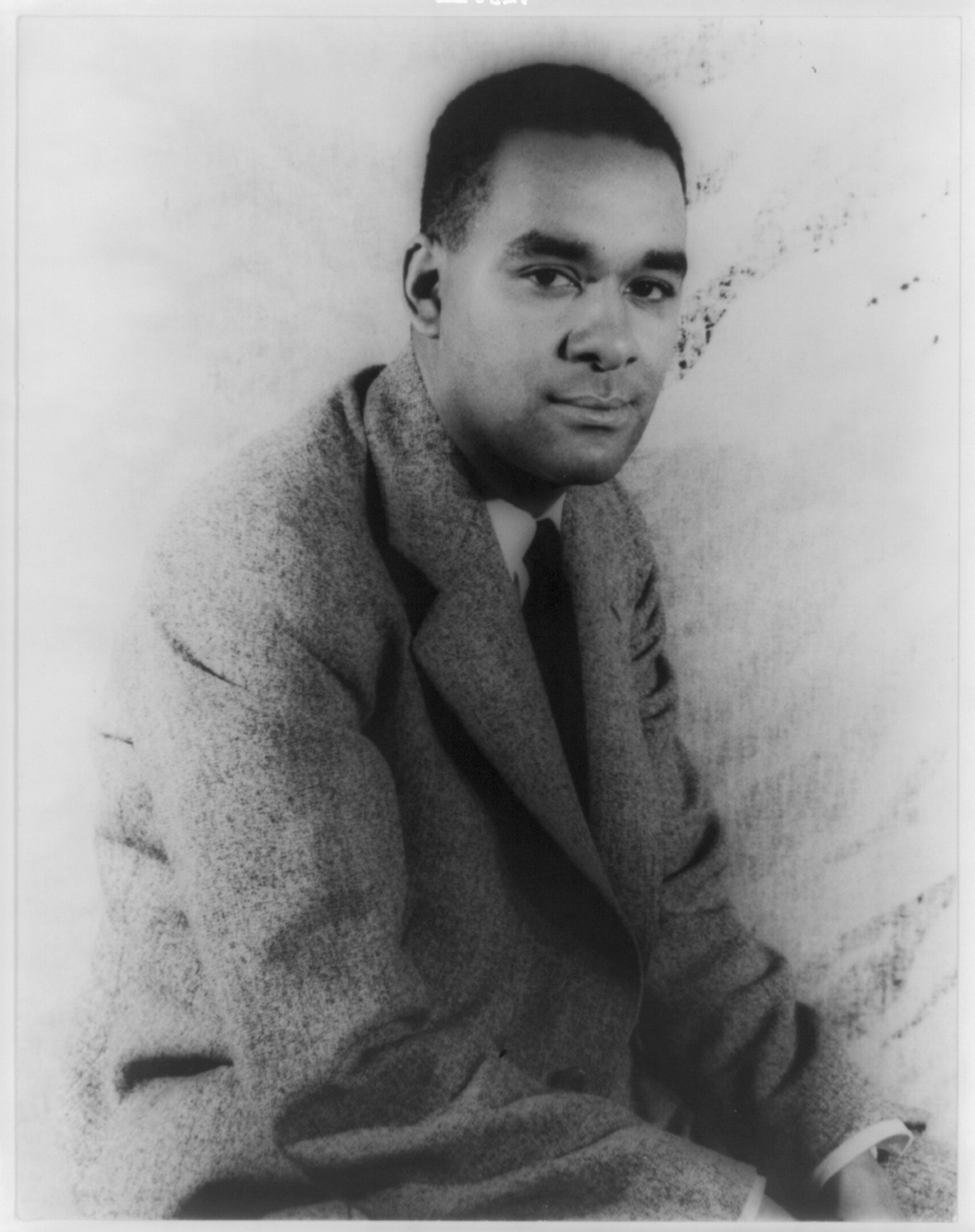
Richard Wright, autor del libro Poder Negro.

El movimiento Poder Negro como eslogan social y político fue realizado por Stokely Carmichael (posteriormente conocido como Kwame Ture) y Willie Ricks (posteriormente conocido como Mukasa Dada), ambos organizadores y portavoces del Comité Coordinador de Estudiantes contra la Violencia (CCEV). El 16 de junio de 1966, después del intento de asesinato de James Meredith durante la Marcha contra el Miedo, Stokely Carmichael dijo:
"¡Es la 27ª vez que me han arrestado y no pienso volver a la cárcel! La única forma de que los blancos paren de abusar de nosotros es tomando el poder. ¡Lo que vamos a decir ahora es poder negro! (Black power). 
Stokely Carmichael consideraba el concepto de Poder Negro como una forma de solidaridad entre individuos dentro de su movimiento político. Con su concepción y articulación de la palabra, consideraba que su movimiento no solo era un movimiento contra la segregación racial, sino para combatir el racismo extendido entre la sociedad estadounidense. Una y otra vez insistió: Por última vez, “Black Power” significa personas negras uniéndose para formar una fuerza política que elige representantes u obliga a sus representantes a defender sus intereses.

## Una cuestión de ideología
Algunos adherentes del Poder negro creen en la autonomía de los negros, pero con gran variedad de tendencias como una manifestación de nacionalismo y separatismo. A menudo los defensores del Black Power están decididos a utilizar la violencia para alcanzar sus objetivos, pero esta postura a menudo es acompañada con un esfuerzo decidido a organizar a la comunidad. Debido a su actitud violenta, en muchas ocasiones los adherentes del Black Power entraron en conflicto directo con los líderes del Movimiento por los Derechos Civiles, a menudo actuando de forma antagonista. Sin embargo, algunos grupos e individuos participaron tanto entre los movimientos a favor de los derechos civiles como en el activismo del Poder negro.
No todos los defensores del Poder negro estaban a favor del nacionalismo negro o del separatismo. Aunque Stokely Carmichael y el CCEV apoyaban el nacionalismo negro, organizaciones como el Partido de las Panteras Negras para la Autodefensa, no lo apoyaban. Aunque se consideraban en conflicto con la estructura del poder establecido en manos de los blancos, no consideraban a todos los blancos como enemigos, sólo a quienes mantenían la estructura de segregación racial.
Bobby Seale, Canciller y cofundador de las Panteras Negras fue especialmente claro sobre esta diferencia. Consideraba que la opresión de los negros se debía más al resultado de la explotación económica que al racismo inherente en la sociedad. En su libro Seize the Time afirma que Desde nuestro punto de vista se trata de una lucha de clases entre la clase trabajadora proletaria y la pequeña clase gobernante. Los trabajadores de todas las razas deben unirse contra la opresión y explotación de la clase gobernante. Así que dejadme enfatizarlo de nuevo: creemos que nuestra lucha es una lucha de clases y no una lucha de razas.
Bayard Rustin, un veterano del Movimiento de los Derechos Civiles, fue un duro crítico del Poder negro en sus primeros días. En 1966, poco después de la Marcha contra el Miedo, Rustin escribió que el Poder negro no sólo carece de un valor real para el movimiento por los derechos civiles, sino […] que su propagación es realmente perjudicial. Desvía al movimiento de un debate serio y razonado favoreciendo estrategias y tácticas personales, aísla a la comunidad negra y fomenta el crecimiento de fuerzas en contra de los negros. Criticó especialmente al Congreso de Igualdad Racial (COIR) y al CCEV por apoyar el Black Power, afirmando que esas dos organizaciones habían despertado al país, pero ahora se encuentran aisladas y desmoralizadas, gritando un eslogan que puede permitirles una satisfacción momentánea, pero que terminará destruyéndoles con su movimiento.

## Evolución histórica
El movimiento del Poder Negro en los Estados Unidos surgió con el Movimiento por los Derechos Civiles (1955-1968). Muchos miembros del Comité Coordinador de Estudiantes contra la Violencia (CCEV), entre ellos Stokely Carmichael (posteriormente Kwame Ture) criticaron la actitud pacifista contra el racismo y la desigualdad –articulada y practicada por Martin Luther King y otros moderados del movimiento- y consideraban que la destrucción de la segregación racial debía ser su principal objetivo.
Los miembros del CCEV eran por lo general más jóvenes que los de las otras “Grandes Cinco” organizaciones del movimiento por los derechos civiles (La Asociación Nacional por el Progreso de la Gente de Color, la Liga Urbana, la Conferencia del Liderazgo Cristiano del Sur y el Congreso de la Igualdad Racial). las organizaciones por los derechos civiles se volvieron cada vez más militantes y activas con el paso del tiempo. Desde el punto de vista del CCEV, los racistas no tenían escrúpulos en utilizar la violencia contra los negros estadounidenses que no sabían “quedarse en su lugar”, y las estrategias acomodaticias de los derechos civiles habían fracasado en la obtención de suficientes concesiones para los negros.[cita requerida] Como resultado, a medida que el Movimiento por los Derechos Civiles progresaba cada vez más voces radicales y militantes surgieron para desafiar de forma agresiva la hegemonía blanca. Cada vez más jóvenes negros rechazaban la senda moderada de cooperación, integración y asimilación racial. Rechazaron la apelación a la conciencia pública y religiosa y tomaron una perspectiva más activa ya articulada por otro activista negro más de un siglo antes. El abolicionista Frederick Douglass escribió:
Quienes afirman que defienden la libertad, pero desprecian la agitación son hombres que quieren cosechar sin arar el suelo. Quieren que llueva sin trueno ni rayo. Quieren el océano sin sus olas rugientes…El poder no concede nada sin exigencia. Nunca lo ha hecho y nunca lo hará.
Los líderes de los derechos civiles también defendían la agitación, pero sin recurrir a medidas físicamente violentas. Durante la Marcha contra el Miedo hubo una división entre los seguidores de Martin Luther King y los de Stokely Carmichael, marcada por sus respectivos lemas: Libertad ahora y Black Power.
Aunque Martin Luther King nunca defendió el Poder negro, su retórica en ocasiones se aproximó a sus principios. En su libro de 1967 Where Do We Go From Here?, King escribió que el poder no es el derecho de nacimiento del hombre blanco; no será legislado para nosotros y regalado en bonitos paquetes gubernamentales. 

## Impacto social
Aunque el concepto del Poder Negro fue impreciso e interpretado diversamente por quienes lo utilizaron, desde los empresarios que lo utilizaron para impulsar el capitalismo negro a los revolucionarios negros que querían terminar con el capitalismo, la idea del Poder Negro ejerció una influencia social significativa. Ayudó a organizar grupos de autoayuda en la comunidad negra y a la formación de instituciones que no dependían de los blancos. Fue utilizado para la creación de programas de estudios de cultura negra en institutos y universidades, para movilizar a los votantes negros y para elegir candidatos negros, así como fomentar el orgullo y la autoestima racial.[cita requerida]

### Impacto político
Aunque el movimiento del Poder Negro no resolvió de inmediato los problemas políticos de los afroamericanos en las décadas de 1960 y 1970, contribuyó al desarrollo de movimientos políticos de forma directa e indirecta. Como contemporáneo y sucesor del Movimiento por los Derechos Civiles, el movimiento del Poder Negro, creó lo que el sociólogo Herbert H. Haines llama un “efecto positivo de radicalismo indirecto” en el ambiente político de la década de 1960. Aunque la naturaleza de la relación entre el Movimiento por los Derechos Civiles y el Movimiento del Black Power es enfrentada, el estudio de Haine de la relación entre negros moderados y radicales indica que el Poder Negro, generó una crisis en las instituciones políticas americanas que hizo más atractiva la agenda legislativa de las principales organizaciones negras “correctas, realistas y empresariales”. De esta forma los mensajes radicales y estridentes del Black Power indirectamente ayudaron a mejorar la posición negociadora de los activistas moderados.
Los activistas del Poder negro proporcionaban a la política vitalidad, variedad y creatividad que marcó el camino de las generaciones futuras a la hora de solucionar los problemas sociales de Estados Unidos. Estos activistas aprovecharon la progresiva concienciación de la naturaleza política de la opresión económica y social de la minoría negra, el principal enfoque del Movimiento por los Derechos Civiles, desarrollando numerosas actividades políticas y formando comunidades para remediar la situación.
La Convención Política Nacional Negra celebrada entre el 10 y el 12 de marzo de 1972 fue una piedra angular para la política negra. Celebrada en Gary, Indiana, una ciudad mayoritariamente negra, en la convención estaban presentes diversos grupos de activistas negros, y los blancos fueron completamente excluidos. La convención fue criticada por su exclusivismo racial por Roy Wilkins, que apoyaba la integración. Los delegados crearon una Agenda Política Nacional Negra con objetivos establecidos entre los que se incluía un número proporcional de representantes negros en el Congreso de los Estados Unidos, en el control académico de las escuelas, la seguridad social nacional, etc. Aunque la convención no estableció ninguna política directa, fomentó los objetivos del Poder Negro, y creó un espíritu de esperanza hacia la unidad y autodeterminación de los afroamericanos. En sus conclusiones, la convención establecía: En todo momento crítico de nuestra lucha en América hemos tenido que presionar incansablemente los límites de la “realidad” para crear nuevas realidades para la vida e nuestro pueblo. Éste es nuestro desafío en Gary y más allá, porque una nueva política negra requiere una visión nueva, una nueva esperanza, y nuevas definiciones de lo posible. Nuestro tiempo ha llegado. Estas cosas son necesarias. Todo es posible.
Aunque este activismo político puede que no creara medidas directas, proporcionó modelos políticos para movimientos políticos, fomentó medidas a favor de los negro y llevó los intereses de la comunidad a la política estadounidense. En su actitud de confrontación y oposición, el movimiento del Black Power comenzó un debate en la comunidad negra y en Estados Unidos como nación por encima de las diferencias raciales, la ciudadanía y la democracia, y sobre todo la naturaleza de la sociedad y el lugar de los afroamericanos en ella. La intensidad continuada del debate sobre estos mismos temas sociales y políticos es un tributo al impacto del movimiento del Black Power en fomentar la conciencia política y la pasión de los ciudadanos negros.

### Impacto sobre otros movimientos
Aunque los objetivos del movimiento del Poder negro eran racialmente específicos, gran parte del éxito del movimiento ha sido su influencia sobre el desarrollo y estrategias de movimientos sociales y políticos posteriores. Iniciando y sosteniendo un continuo debate sobre la naturaleza de la sociedad estadounidense, el movimiento del Poder Negro, creó lo que otros grupos minoritarios y multirraciales interpretaron como un modelo viable para reestructurar la sociedad.  Iniciando un debate sobre la democracia y la igualdad para todos los ciudadanos, el movimiento del Black Power abrió el camino a la pluralidad de otros movimientos por la justicia social, incluyendo el feminismo, los movimientos medioambientales y la defensa de los derechos de los homosexuales. Para estos movimientos resultaba de crucial importancia el tema de la identidad política, un rasgo que emergió del movimiento del Black Power. De la misma forma que el Black Power enfatizaba y exploraba una identidad negra, los activistas de otros movimientos también enfatizaron temas de sexo, clase y sexualidad. Muchos activistas del Black Power también participaron en otros movimientos similares, como ocurrió con la “segunda oleada” del activismo por los derechos de las mujeres, apoyado y organizado hasta cierto punto por mujeres que trabajan en las filas del movimiento del Black Power. Los límites entre los diversos movimientos sociales se difuminaron a finales de la década de 1960. Es pertinente señalar que a medida que el movimiento se extendía a las variables de sexo, clase y sexualidad, no hacía sino ampliar la estrategia y la metodología de la protesta del Black Power. 

### Impacto en la identidad afroamericana
Debido a la reputación negativa y militante de grupos como las Panteras Negras, muchas personas creían que el Poder Negro, sólo serviría para causar discordia y conflictos en los Estados Unidos. Incluso Stokely Carmichael afirmó: Cuando hablan de Poder Negro, hablan de la construcción de un movimiento que aplastará todo lo que la civilización occidental ha creado.
Aunque en su nivel más básico el Poder Negro es un movimiento político, sus mensajes psicológicos y culturales, aunque menos tangibles, quizás han tenido un impacto más duradero sobre la sociedad estadounidense que cambios políticos concretos. De hecho, la fijación en el impacto político del movimiento a menudo oscurece sus manifestaciones culturales y su papel en fomentar el orgullo afroamericano. William L. Van Deburg, autor de A New Day in Babylon afirma que los líderes del movimiento nunca tuvieron tanto éxito seduciendo a la gente como en convencerles de que tenían suficiente poder en sí mismos para escapar de su prisión de autoodio.  La liberación experimentada por los afroamericanos a través del Black Power se produjo sobre todo en el ámbito psicológico. El movimiento impulsó al conjunto de la sociedad negra a cultivar sentimientos de solidaridad racial, a menudo en oposición al mundo de los blancos, un mundo que física y psicológicamente había oprimido a los negros durante generaciones. Mediante el Black Power los negros comprendían su cultura y a sí mismos a nivel personal explorando y debatiendo la pregunta “¿Quiénes somos?” para establecer una identidad unificada y viable.
Dentro del Movimiento por los Derechos Civiles y en la Historia negra ha existido una tensión entre quienes desean minimizar y maximizar las diferencias raciales. W. E. B. Du Bois y Martin Luther King a menudo trataron de restar importancia a la raza en la búsqueda de la igualdad, mientras que quienes deseaban el separatismo enfatizaban las diferencias extremas e irreconciliables entre razas. El movimiento del Black Power terminó alcanzando un etnocentrismo equilibrado y humano.
El impacto del movimiento Poder Negro esta generando un debate entre identidad étnica y conciencia negra se manifiesta en la relativamente reciente proliferación de estudios académicos negros y africanos en instituciones nacionales e internacionales.  El respeto y atención otorgada a la Historia y cultura de los afroamericanos en ámbitos formales e informales en gran parte es resultado de la influencia del Black Power.

#### “Lo negro es bello”
El fomento del orgullo en la raza afroamericana a menudo se resume en la frase Lo negro es bello. Aunque está relacionada con un contexto histórico, su mensaje permanece vigente. Las manifestaciones externas y apreciación y valoración de lo negro son numerosas: muñecas negras, cabello natural, Papa Noel negro, modelos y celebridad que en el pasado eran excepciones y hoy se han convertido en un fenómeno normalizado.
El movimiento cultural de “Lo negro es bello” trataba de rechazar la noción de que los rasgos naturales de los negros como el color de la piel, los rasgos faciales y el pelo eran inherentemente feos. John Sweat Rock fue el primero en acuñar la frase “Lo negro es bello” en la época de la esclavitud. El movimiento animaba a hombres y mujeres negros a dejar de alisarse el pelo o aclarar el color de su piel. La idea prevalente en la cultura americana es que los rasgos negros eran menos atractivos o deseables que los rasgos blancos. El movimiento fue en gran parte responsable de la popularidad del estilo “afro”, y sobre todo dio a las generaciones futuras de afroamericanos el coraje para sentirse bien siendo como son.

### Impacto artístico y cultural
El movimiento Poder Negro produjo elementos artísticos y culturales que personificaron y generaron orgullo en lo “negro” y definió la identidad afroamericana en aspectos que permanecen vigentes. El movimiento del Poder Negro a menudo se percibe como una revolución cultural además de política, con el objetivo de celebrar y enfatizar el distintivo grupo cultural representado por los afroamericanos en los Estados Unidos y que anteriormente había sido dominado por las expresiones artísticas y culturales. El Black Power utilizó todo tipo de formas de expresión folklórica, literaria y política basada en el pasado ancestral africano pero promoviendo un mensaje de actualización y definición cultural. El énfasis en una distintiva cultura negra durante el movimiento Black Power extendió y legitimó una separación cultural entre blancos y negros que anteriormente había sido ignorada. En general, al reconocer y legitimar la cultura negra, se desafiaba la idea de superioridad cultural blanca, y el movimiento Black Power abrió el camino para la defensa del multiculturalismo posterior.
El concepto cultural de “soul” (alma) fue fundamental para la imagen de la cultura afroamericana personificada en el movimiento del Black Power, y estrechamente relacionada con la necesidad de los afroamericanos de identificación individual y comunitaria.  Una expresión centrl de la generación del Black Power fue la creación de una imagen de aislamiento y distanciamiento, de invulnerabilidad emocional al rechazo, de desafío desde una posición de inferioridad en el conjunto social dominado por los blancos. Las expresiones no verbales de esta imagen incluyen todo tipo de elementos, desde posturas a la forma de dar la mano, desarrollando un contrapunto a los manierismos rígidos de los blancos. El símbolo icónico del Black Power fue el brazo alzado con el bíceps extendido y los puños cerrados fue algo temporal, así como variantes del apretón de manos, como marca de solidaridad comunal, algunos de los cuales continúan existiendo como parte de la cultura negra.  El estilo de vestir también se convirtió en una expresión del Black Power en las décadas de 1960 y 1970. Aunque muchas de las tendencias populares del movimiento no pasaron de ese período, los ideales de belleza establecidos por el movimiento permanecieron hasta hoy. Como Stokely Carmichael dijo en 1966: Tenemos que dejar de avergonzarnos de ser negros. Una nariz ancha, unos labios gruesos y un cabello rizado son hermosos para nosotros y lo serán les guste o no a los blancos. Los estilos de peinado “naturales” como el afro se convirtieron en un tributo social a la unidad de grupo y un apoyo visible a la herencia negra. Aunque actualmente esos mensajes sociales ya no influyan en los estilos de peinado o de moda, el movimiento Black Power contribuyó a diversificar la belleza y la estética, desarrollando la idea de una estética negra que destacaba el valor y belleza de todos los negros.
Desarrollando una identidad poderosa desde los aspectos más elementales del estilo de vida afroamericano, el movimiento del Poder Negro, también generó atención hacia la gastronomía, defendiendo un estilo cocina natural, fresco y auténtico originado en África. El sabor y nutrición de la comida fue valorado como un medio que había ayudado a sobrevivir a los afroamericanos a lo largo de siglos de opresión y se convirtió en otro elemento de orgullo racial. El Black Power también utiliza la alimentación como medio de distinción entre la cultura blanca y negra; aunque sus elementos no eran específicos de la comida afroamericana, los negros creían en la calidad distintiva, sino superioridad, de su gastronomía. Alimentos como el yame, diversos vegetales africanos y el pollo frito, continúan teniendo lugar en la gastronomía afroamericana actual.

#### El movimiento del “Black Art” (Arte Negro)

Amiri Baraka, fundador del Movimiento del Arte Negro.

El Movimiento del Arte Negro o MAN, fue fundado en Harlem por el escritor y activista Amiri Baraka (anteriormente llamado Everett LeRoy Jones), y puede considerarse la ramificación artística del Black Power. Este movimiento inspiró a los negros a adquirir editoriales, revistas, periódicos e instituciones artísticas. Otros escritores conocidos que participaron en este movimiento fueron  Nikki Giovanni; Don L. Lee, posteriormente conocido como Haki Madhubuti; Sonia Sánchez; Maya Angelou; Dudley Randall; Sterling Plumpp; Larry Neal; Ted Joans; Ahmos Zu-Bolton; y Etheridge Knight.  Varias editoriales y publicaciones surgieron del MAN, incluyendo “Third World Press” y “Broadside Press” de Madhubuti, “Energy Black South Press” de Zu-Bolton y los periódicos “Callaloo” y “Yardbird Reader”. Aunque estrictamente no participaron en el Black Power otros destacados escritores afroamericanos y novelistas como  Ishmael Reed y Toni Morrison y la poetisa Gwendolyn Brooks pueden ser considerados como artistas influenciados por el movimiento.
El MAN trató de “unir de forma consciente el arte y la política para colaborar en la liberación del pueblo negro” y creó una producción artística afroamericana cada vez más visible. Aunque muchos elementos del MAN se separaron del Black Power, muchos objetivos, temas y actividades se solaparon. La literatura, el teatro y música de los negros “sirvió como mecanismo de oposición y defensa mediante la creación artística, confirmando la identidad negra y articulando impresiones únicas de realidad social.” Además de constituir una manifestación visible y unificadora de “lo negro” la producción artística del Black Power también utilizó los temas del poder y la liberación de los negros. Por ejemplo, los músicos negros no solo transmitieron mensajes de unidad racial a través de su música, sino que también se convirtieron en significativos modelos de conducta para los jóvenes afroamericanos. Las canciones de protesta no solo denunciaban la opresión y los errores sociales, sino que utilizaban la adversidad como punto de referencia y herramienta para atraer a otros al activismo. Algunos artistas de la era del Black Power realizaron cursos en la tradición de los nacionalistas culturales, y enseñaron que para alterar las condiciones sociales, los negros tenían primero que cambiar la forma en que se veían a sí mismos; tenían que liberarse de las normas de los blancos y esforzarse por ser más naturales, un tema común del arte y la música de los afroamericanos. Músicos como The Temptations cantaban canciones como Sólo tengo un deseo, ser como tú / Muévete hijo, porque yo también me muevo. En su canción “Mensaje de un hombre negro”, expresaron los sentimientos revolucionarios del movimiento Black Power.
Ishmael Reed que no es considerado ni miembro ni defensor del movimiento Poder Negro, declaró: No fui invitado a participar porque me consideraban un integracionista pero reconoce los aspectos positivos del Movimiento de Arte Negro y del Black Power:
Creo que lo que el arte negro hizo fue inspirar a muchos negros a escribir. Además, no existiría un movimiento multiculturalista sin el arte negro. Latinos, asiático-americanos, y otros reconocen que comenzaron a escribir como resultado del movimiento de la década de 1960. Los negros dieron el ejemplo de que no estabas obligado a asimilarte. Podías ser tú mismo, recurrir a tu legado y a tu historia, a tu tradición y a tu cultura. Creo que fue un desafío a la soberanía cultural blanca y el arte negro dio el primer golpe.
Entrando en un ámbito habitualmente reservado para los blancos, los artistas del Black Power ampliaron las oportunidades de los artistas afroamericanos. “Los escritores y artistas de hoy”, escribe William L. Van Deburg “reconocen que deben mucho a la explosión del Black Power que acabó con la ortodoxia cultural.”.